# Phryxe dumetorum
Phryxe dumetorum là một loài ruồi trong họ Tachinidae.